# Haltlos – Keine Zweite Gelegenheit
Haltlos – Keine Zweite Gelegenheit (internationaler Titel: Haltlos – Losing Ground) ist ein deutscher Kurzfilm aus dem Filmjahr 2010.

## Handlung
Ein junger Mann erwacht in einer dunklen Bibliothek. Verwirrt und desorientiert versucht er seine Situation zu begreifen und begegnet dabei einer Frau. Auch sie war kurz eingeschlafen und so wurden beide im Gebäude eingeschlossen.
Zaghaft kommen sie einander näher. Doch etwas scheint an diesem Ort nicht zu stimmen und irritiert die beiden. Als die Situation zunehmend surreale Züge annimmt, werden die Grenzen zwischen Traum und Wirklichkeit deutlich. Ihm wird bewusst, was nicht zu stimmen scheint und dass er etwas Schreckliches getan hat.
In zurückhaltenden, fast wortlosen Szenen erzählt der Film mit träumerischen Bildern – zwischen Abgrund und Hoffnung – die letzten Augenblicke im Leben eines Amokläufers.

## Aufführung
Premiere hatte der Film 28. Januar 2010 unter dem Titel Haltlos – Losing Ground im Sputnik-Kino in Berlin. Erste Festivalausstrahlungen waren 2010 beim „EXground Filmfestival“ in Wiesbaden sowie bei „BLICKE“ in Bochum. Des Weiteren wurde der Film vom MDR ausgestrahlt.

## Hintergrund
Diplomfilm von André Herrmann, gedacht als künstlerische Aufarbeitung des Amoklaufs in Erfurt. Aufgrund der Thematik bekam der Film bei seiner Produktion Unterstützung aus Thüringen.